# Aleksandr Barysjnikov
Aleksandr Georgijevitj Barysjnikov (ryska: Александр Георгиевиич Барышников), född 11 november 1948, död 15 september 2024 i Sankt Petersburg, var en rysk friidrottare, främst inom kulstötning, tävlande för Sovjetunionen under sin aktiva karriär.
Han tog OS-brons i kulstötning vid friidrottstävlingarna 1976 i Montréal, och OS-silver i samma sport i OS 1980.